# Кашина Цумаљија (Кунео)
Кашина Цумаљија је насеље у Италији у округу Кунео, региону Пијемонт.
Према процени из 2011. у насељу је живело 12 становника. Насеље се налази на надморској висини од 515 м.